# Mound City, Illinois
Mound City là một thành phố thuộc quận Pulaski, tiểu bang Illinois, Hoa Kỳ. Năm 2010, dân số của thành phố này là 588 người.

## Dân số
Dân số qua các năm:
- Năm 2000: 692 người.
- Năm 2010: 588 người.